# Hemibystrops vallatus
Hemibystrops vallatus är en stekelart som först beskrevs av Morley 1916.  Hemibystrops vallatus ingår i släktet Hemibystrops och familjen brokparasitsteklar. Inga underarter finns listade i Catalogue of Life.